# Indeep
Indeep war eine aus New York stammende R&B-, Funk- und Soulband der 1980er Jahre, die vor allem durch ihren Post-Disco-Klassiker Last Night a DJ Saved My Life bekannt wurde.

## Karriere
Die Band wurde geleitet von ihrem Songwriter Michael Cleveland und war bekannt für ihren streng diskomusikalischen Bassrhythmus und frühe Hip-Hop-Elemente, die von zwei weiblichen Sängerinnen interpretiert wurden: Réjane „Reggie“ Magloire und Rose Marie Ramsey. Cleveland steuerte zu einigen Liedern Rapeinlagen bei.
Last Night a DJ Saved My Life wurde 1982 beim Plattenlabel Sound of New York / Becket Records veröffentlicht und erreichte im Frühjahr 1983 die Platz 2 der Billboard Dance Music/Club Play Singles sowie Platz 10 der US-R&B-Charts. Auch in Europa war die Single erfolgreich und kam auf Platz 10 in Deutschland, Platz 12 in Österreich, Platz 5 in der Schweiz und Platz 13 im Vereinigten Königreich.
Die darauffolgende Single When Boys Talk hatte beiderseits des Atlantiks spürbar weniger Erfolg. Die beste Platzierung war Rang 16 der US-Dance-Charts. Die im selben Jahr erschienenen Tracks Buffalo Bill und The Record Keeps Spinning waren immerhin noch Achtungserfolge in den amerikanischen Dance- und R&B-Charts.
Weil Last Night a DJ Saved My Life der einzige Tophit der Band blieb, zählt Indeep heute zur Kategorie der One-Hit-Wonder. Sängerin Magloire erfuhr später einige Erfolge mit dem belgischen Techno- und House-Projekt Technotronic. Last Night a DJ Saved My Life wurde später von Mariah Carey auf ihrem 2001 erschienenen Album Glitter gecovert.

## Diskografie

### Alben
| Jahr | Titel                         | Höchstplatzierung, Gesamtwochen, AuszeichnungChartplatzierungen (Jahr, Titel, Platzierungen, Wochen, Auszeichnungen, Anmerkungen) | Höchstplatzierung, Gesamtwochen, AuszeichnungChartplatzierungen (Jahr, Titel, Platzierungen, Wochen, Auszeichnungen, Anmerkungen) | Höchstplatzierung, Gesamtwochen, AuszeichnungChartplatzierungen (Jahr, Titel, Platzierungen, Wochen, Auszeichnungen, Anmerkungen) | Höchstplatzierung, Gesamtwochen, AuszeichnungChartplatzierungen (Jahr, Titel, Platzierungen, Wochen, Auszeichnungen, Anmerkungen) | Höchstplatzierung, Gesamtwochen, AuszeichnungChartplatzierungen (Jahr, Titel, Platzierungen, Wochen, Auszeichnungen, Anmerkungen) | Anmerkungen                                                                    |
| Jahr | Titel                         | DE | AT | CH | UK | R&B | Anmerkungen                                                                    |
| ---- | ----------------------------- | --- | --- | --- | --- | --- | ------------------------------------------------------------------------------ |
| 1983 | Last Night a DJ Saved My Life | DE36 (8 Wo.)DE | — | — | — | R&B43 (10 Wo.)R&B | Erstveröffentlichung: Mai 1983 Produzenten: Michael Cleveland, Reggie Thompson |

Weitere Alben
- 1983: In Deep
- 1984: Pajama Party Time
- 1991: The Collection (Kompilation)

### Singles
| Jahr | Titel Album                                  | Höchstplatzierung, Gesamtwochen, AuszeichnungChartplatzierungen (Jahr, Titel, Album, Platzierungen, Wochen, Auszeichnungen, Anmerkungen) | Höchstplatzierung, Gesamtwochen, AuszeichnungChartplatzierungen (Jahr, Titel, Album, Platzierungen, Wochen, Auszeichnungen, Anmerkungen) | Höchstplatzierung, Gesamtwochen, AuszeichnungChartplatzierungen (Jahr, Titel, Album, Platzierungen, Wochen, Auszeichnungen, Anmerkungen) | Höchstplatzierung, Gesamtwochen, AuszeichnungChartplatzierungen (Jahr, Titel, Album, Platzierungen, Wochen, Auszeichnungen, Anmerkungen) | Höchstplatzierung, Gesamtwochen, AuszeichnungChartplatzierungen (Jahr, Titel, Album, Platzierungen, Wochen, Auszeichnungen, Anmerkungen) | Höchstplatzierung, Gesamtwochen, AuszeichnungChartplatzierungen (Jahr, Titel, Album, Platzierungen, Wochen, Auszeichnungen, Anmerkungen) | Anmerkungen                                               |
| Jahr | Titel Album                                  | DE | AT | CH | UK | R&B | Dance | Anmerkungen                                               |
| ---- | -------------------------------------------- | --- | --- | --- | --- | --- | --- | --------------------------------------------------------- |
| 1983 | Last Night a DJ Saved My Life                | DE10 (18 Wo.)DE | AT12 (6 Wo.)AT | CH5 (6 Wo.)CH | UK13 Silber · (9 Wo.)UK | R&B10 (17 Wo.)R&B | Dance2 (17 Wo.)Dance | Erstveröffentlichung: Dezember 1982 Autor: Mike Cleveland |
| 1983 | When Boys Talk Last Night a DJ Saved My Life | DE31 (13 Wo.)DE | — | — | UK67 (3 Wo.)UK | R&B32 (13 Wo.)R&B | Dance16 (15 Wo.)Dance | Erstveröffentlichung: April 1983 Autor: Mike Cleveland    |
| 1983 | Buffalo Bill Last Night a DJ Saved My Life   | — | — | — | — | R&B81 (4 Wo.)R&B | — | Erstveröffentlichung: Juli 1983 Autor: Mike Cleveland     |
| 1984 | The Record Keeps Spinning Pajama Party Time  | — | — | — | — | R&B45 (9 Wo.)R&B | Dance32 (9 Wo.)Dance | Erstveröffentlichung: Dezember 1983 Autor: Mike Cleveland |

Weitere Singles
- 1984: The Rapper
- 1984: The Night the Boy Learned How to Dance
- 1984: You Got to Rock It
- 1984: Girls Got Soul
- 1997: Last Night a DJ Saved My Life (Bootleg Mix)
- 2000: Last Night (BJ mit Michael Jackson und Indeep; Mashup aus Last Night a DJ und Billie Jean)